# Ciudad Insurgentes
Ciudad Insurgentes är en ort i Mexiko.   Den ligger i kommunen Comondú och delstaten Baja California Sur, i den västra delen av landet, 1 500 km väster om huvudstaden Mexico City. Ciudad Insurgentes ligger 36 meter över havet och antalet invånare är 8 584.
Terrängen runt Ciudad Insurgentes är mycket platt. Runt Ciudad Insurgentes är det mycket glesbefolkat, med 3 invånare per kvadratkilometer. Ciudad Insurgentes är det största samhället i trakten. Omgivningarna runt Ciudad Insurgentes är i huvudsak ett öppet busklandskap.